# WINS-FM
WINS-FM（92.3 MHz）は、アメリカ・ニューヨーク州ニューヨーク市に免許を持ち、オーダシーが所有するラジオ放送局。ニュース専門のラジオ局WINS (AM)（1010 kHz）を同時放送しており、オンエアでは「1010 WINS at 92.3 FM」と呼ばれている。スタジオは、マンハッタンのハドソン・スクエア地区にある。
実効輻射電力（ERP）が6,000ワットのクラスB放送局である。送信所はエンパイア・ステート・ビルディングにある。HDラジオでも放送している。
もともと570 WMCAと共同所有されていたWINS-FMは、1975年から2022年まで、コンテンポラリー・ミュージック、ソフトロック、クラシック・ロック、メロウロック、オルタナティヴ・ロック、ホットトークの形式を特集してきた。Disco 92 WKTUの本拠地として、1970年代後半にWABC 770 AMを抜いてニューヨークで最も評価の高いヒットミュージック放送局となった。
1985年に「K-Rock」ブランドとなり、ハワード・スターンが採用され、WXRKの聴取率は上昇した。スターン自身がホストを務める『ハワード・スターン・ショー』は後に、所有者のインフィニティ・ブロードキャスティング・コーポレーションを通じてWXRKから全国放送された。WXRKの形式は、クラシックやオルタナティヴなど、ロックの様々な反復の間で変化していたが、スターンがシリウス・サテライト・ラジオに移籍したことが大々的に報道され、リニューアルを余儀なくされた。2006年、CBSラジオのフリーFMホットトーク形式の旗艦局であるWFNYとなった。WFNYの失敗により、同局は2007年にロックに戻り、グレッグ・"オーピー"・ヒューズとアンソニー・クミアが引き続き朝のホストを務めるWXRKとなった。しかし、2009年に「92.3 NOW」として再びトップ40に転向した。聴取率を回復させるため、同局は2014年に「92.3 AMP FM」WBMPに改名された。2017年11月にCBSラジオのリバース・モリス・トラストがエンターコムに合併した日、WBMPはオルタナティヴのWNYLとしてリニューアルした。
2022年10月27日、1010 WINSのフルタイム同時放送に切り替え、コールサインをWINS-FMに変更した。

## 歴史

### WMCA-FMとWHOM-FM（1948年〜1975年）
1948年12月25日14:30に「WMCA-FM」として開局し、チャニン・ビルディングの屋上から放送を開始した。毎日15:00から21:00まで放送され、元々AM放送局であるWMCAで放送されていた番組を複製していた。両局は元ニューヨーク州上院議員ネイサン・ストラウス・ジュニアが共同所有していた。このFM放送局は利益を生むことに成功せず、1949年12月に同月30日の放送終了をもって経済的な理由から放送を停止すると発表した。ゼネラルマネージャーのノーマン・ボッグス（Norman Boggs）は、この放送局の経営を「ビールの財布でシャンパンを楽しむ」ことに例えた。この発表は、ストアキャスト・コーポレーション・オブ・アメリカ（Storecast Corporation of America）社長のスタンレー・ジョセロフ（Stanley Joseloff）が率いる買収者団の関心を引き、1950年2月に7,500ドルで買収した。
1950年後半、WHOMの所有者が買収し、「WHOM-FM」は1951年2月26日に放送を開始し、民族音楽、バックグラウンドミュージック、クラシック、スペイン語、イージーリスニングなど、様々な形式を特徴としていた。1970年代初頭までに、WHOM-FMはスペイン語のイージーリスニング形式を放送した。

### WKTU（1975年〜1985年）

#### Mellow 92/Disco 92
1970年代初頭、WHOMとWHOM-FMはSJRコミュニケーションズ（SJR Communications）に売却された。1975年6月5日、WHOM-FMは「WKTU」となり、アダルト・コンテンポラリーの形式を採用し、「ソフトロック」として位置づけられた。オンエアでは「Mellow 92」として知られていた。トップ40にランクインした現在のACの曲や、1964年以降の音楽のミックスを放送した。中心アーティストには、イーグルス、スティーヴィー・ワンダー、エルトン・ジョン、ジェームス・テイラー、ポール・サイモン、スタイリスティックス、リンダ・ロンシュタット、フォー・トップス、カーリー・サイモン、バリー・マニロウ、バーブラ・ストライサンドのより現代的な曲などがあった。1960年代の音楽では、ビートルズ、ママス&パパス、スパンキー&アワ・ギャング、アソシエイション、フィフス・ディメンションなどのソフトな曲を放送した。同局は、AC のみの曲やスタンダード・ボーカリスト、ハード・ロックやアップテンポのR&Bを避けていた。最終的に、WKTUは進化し、メロウ・ロックとして再位置づけられ、カーペンターズなどのアーティストや殆どのR&B作品が削除され、AORアーティストのソフトな曲が追加された。今日のアダルト・コンテンポラリー・ミュージックの形式とは異なり、WKTUは1978年初頭までに、アルバム指向のロック放送局で聞かれるアーティストのみを放送し、人気アルバムのソフトな曲を使用していた。主にトップ40放送局で見られるアーティストは含まれなくなった。WKTU は、その時点ではまだ「Mellow 92」と呼ばれていた。聴取率は比較的低かった。
一方、局長のデイビッド・ラパポート（David Rapaport、俳優マイケル・ラパポートの父）は、ニューヨークのスタジオ54ナイトクラブを6回ほど訪れ、そこに集まる客に非常に感銘を受けた。彼は、ディスコをベースとした放送局が必要だと考えていた。FMベースのトップ40局のいくつかは他の市場でディスコに傾倒していたが、24時間ディスコミュージックだけを放送している放送局はなかったからである。その結果、ラパポートはディスコレコードを200枚購入し、局に持ち込んだ。WKTUは、1978年7月24日18:00に突然、ディスコベースのリズミカルなトップ40形式に切り替え、キャッチフレーズは「Disco 92」となった。最初はメロウ形式の同じディスクジョッキーが引き続き起用され、夕方にはスペイン語の姉妹局1480 WJITのパコ（Paco、フルネーム：パコ・ナバロ（Paco Navarro））が加わった。その秋、同局は「最下位からトップへ（Worst to First）」昇格し、18〜30歳の年齢層で長年トップだったWABCの座を奪った。この時代のパーソナリティには、ケン・ヘイズ（Kenn Hayes）、ランディ・プレイス（Randy Place）、ポール・ロビンソン（Paul Robinson）、トリップ・リーブ（Trip Reeb）、メアリー・トーマス（Mary Thomas）、デイヴ・マロウ、ジョー・グアリスコ（Joe Guarisco）などがいた。ディスコブームの最盛期には、WKTUはニューヨークで注目されるラジオ局だった。
当初、WKTUは主にダンス/ディスコとリズムに合うポップやロックの曲（例えばローリング・ストーンズの「ミス・ユー」）を流していたが、1979年までに、R&Bミュージック（1978年の開局時にもいくつか流していた）やリズムに合うニュー・ウェイヴ・ロックも追加し始めた。当時、WKTUはまだディスコ放送局とみなされていたが、より正確にはリズミック・コンテンポラリーと表現できる。その用語がまだ使われていなかったため、同局はアーバン・コンテンポラリーに分類されていた。この時期のディスクジョッキーには、パコ、G・キース・アレクサンダー（Keith Alexander）、ロスコ（ウィリアム・マーサー）、J・D・ホリデー（J.D. Holiday、ポール・ザルコーネ（Paul Zarcone））、デール・リーブス（Dale Reeves）、ボブ・ボットーネ（Bob Bottone）、ジム・ハーラン（Jim Harlan）、カルロス・デヘスス（Carlos DeJesus）、ジョー・カウシ（Joe Causi）、ガイ・ブローディ（Guy Broady）、ジェイ・トーマス、フレディ・コロン（Freddie Colon）、ドン・ジェロニモ、アル・バンディエロ、ダイアン・プライアー（Diane Pryor）がいた。パコは後に麻薬取引の罪で刑務所に入った。

#### 92KTU（1981年〜1985年）
1981年、SJRコミュニケーションズはWKTUをインフィニティ・ブロードキャスティング（1997年にCBSラジオと合併）に売却した。また、同年、WKTUはダンスベースのニュー・ウェイヴをさらに追加した。1983年までニューヨーク市のラジオ局のトップ 10 に残った。その後まもなく、WHTZとWPLJという新たな競争相手を迎えた。どちらもコンテンポラリー・ヒット・ラジオ（CHR）形式を採用していた。この新しい競争相手により、同局の聴取率は高い水準を維持していたが、低下していった。
1984年半ばまでに、WKTUもディスコの過去を捨てて主流のCHR形式に移行したが、聴取率は低下し続けた。その秋、同局は午後に伝説のWABCホストのダン・イングラムを追加し、マイアミのY-100のジョー・"ザ・マダム"・メーダー（Jo "The Madame" Maeder）が午前中にジェイ・トーマスに加わり、独自の昼番組を放送したが、聴取率で苦戦し続けた。さらに悪いことに、当時WAPPと呼ばれていたFMラジオ局もその秋にCHRに移行した。
1970年代後半のWKTUの記憶は非常に強かったため、その後の放送内容の変更にもかかわらず、一般の人々は依然としてディスコ放送局とみなしていた。1985年6月にWAPPがロックベースのCHRの形で主にロック・ミュージックを放送するようになり、WKTUの競争相手が1つ減ったにもかかわらず、同局の経営陣はもっと劇的な変更が必要だと考えた。ニューヨーク市にはフルタイムのロック放送局がWNEW-FMしかなかったため、チャンスがあった。

### WXRK（1985年〜2005年）

#### 92.3 K-Rock
1985年7月13日の深夜、WKTUが歴史的なライヴエイドコンサートを放送した同じ日に、同局はアルバム・オリエンテッド・ロック形式に切り替え、「K-Rock」という名称を採用し、コールサインを「WXRK」に変更した（WKTUのコールサインは、1996年にニューヨーク市の103.5 FMでダンスポップ形式で再登場した）。
当初、WXRKの形式は1983年以前のWPLJと似ていたが、その後数ヶ月でパーソナリティが徐々に同局を去った（例外はマリア・マリート（Maria Malito）と「ロックンロール・マダム（The Rock and Roll Madame）」として知られるようになったジョー・メーダー）。WPLJのジミー・フィンクは、最初に雇われた新しいラジオパーソナリティの1人だった。1985年10月にWNBCから解雇された後、ハワード・スターンは午後の番組を担当する契約を結び、当初は音楽とトークを組み合わせていたが、1986年2月18日にスターンは朝の枠を引き継いだ。彼の朝の番組は市場で最も聴取率が高く、それまで数年間WNBCで最高聴取率の朝の番組を持っていたドン・アイマスを追い落とした。同年の後半、スターンの番組はシンジケート化され、WXRKがその旗艦局となった。
1987年までにスターンは番組内での音楽の演奏を完全にやめ、同年6月5日18:00にクラシック・ロック形式に変更した。クラシック・ロックバンド、タートルズのフロー&エディを含むこの放送スタッフは、WNEW-FMのデイブ・ハーマン、ピート・フォーナターレ、メグ・グリフィン、ヴィン・セルサ、アリソン・スティール、WPLJのジミー・フィンク（Jimmy Fink）、トニー・ピッグ（Tony Pigg）、マーク・コッポラ、ジョン・ザッハールなど、ニューヨークの他のロック放送局のベテランたちでいっぱいになった。1993年、グリースマンのシンジケート番組は夜の時間帯に置かれ、スターンの番組の両端をしばしば物議を醸す演技で飾った。
1990年代半ばまでに、モダン・ロックが人気を博した。1993年半ば、ニューヨーク市のラジオで、WHTZは主にCHR放送局であったにもかかわらず、モダン・ロックを多く放送し始めた。同年後半、クラシック音楽局WNCNは形式を変更し、ハードロックとモダン・ロックをミックスしたWAXQ（「Q 104.3」）になった。さらに、WNEW-FMは1995年夏にモダン・ロック形式に切り替え、その後、その年の終わりまでにまず大人向けのモダン・ロック形式に進化し、1996年までにはより多様なアダルト・ロック・ミックスに進化した。しかし、同年初めまでに、ニューヨーク市にはフルタイムのモダン・ロック放送局はなかった。
その空白を埋めるため、WXRKは1996年1月5日、スターンの番組の直後に、オルタナティブ寄りのアクティブ・ロック形式に切り替えた。スターンは、視聴者により適していると熱烈に支持した新しい形式を開始するために、その日の13:06まで音楽を流し続けた。スターンが最初に流した曲は、マリリン・マンソンの「スウィート・ドリームス (アー・メイド・オブ・ディス)」のカバーだった。ジミー・フィンク、トニー・ピッグ、マーク・コッポラなど、クラシック・ロックDJの殆どが、この変更で同局から姿を消し、グリースマンも姿を消した。1997年8月までに、アクティブ・ロック放送局に相応しい音楽を追加し、ポップ寄りのオルタナティブ作品（そもそも殆ど流していなかった）を削除し、このアクティブ・ロックとオルタナティブのハイブリッド形式を数年間続けた。
2003年までに、新しい番組ディレクターが就任し、同局はアクティブ・ロック系の音楽をやめた。形式が何であれ、同局の長年の問題は、スターンが常に非常に高い聴取率を獲得している一方で、他の番組はそれほど好調ではないということだった。さらに、「K-Rock」をオルタナティブ放送局に分類するのは困難だった（レッド・ツェッペリンなどのクラシック・ロックが放送されていたことを考慮すると）。また、オルタナティブアーティストの一部（全てではない）が放送されていたため、アクティブ・ロックに分類することも困難だった。
2006年初頭にスターンがシリウス・サテライト・ラジオに移ったことを懸念し、ターゲット層がモダン・ロック音楽を求めて他を探していることを認識したWXRKは、2005年4月4日に形式を再度調整し、ガンズ・アンド・ローゼズ、メタリカ、スマッシング・パンプキンズ、ニルヴァーナなどのアーティストによるクラシックロックに大きく依存しながら、システム・オブ・ア・ダウン、ナイン・インチ・ネイルズ、グリーン・デイ、ウィーザーなどの有名アーティストによる新曲を放送する、メインストリーム・ロック形式に変更した。当時、ニューヨーク市はオルタナティヴ・ロック放送局のないアメリカでも数少ない大都市の1つだった。モダン・ロックのファンからの反発を防ぐため、形式調整と同時に「K-Rock2」というインターネット専用ラジオ局が開設された。この戦略はうまくいかず、聴取率はさほど向上しなかった。
2005年10月25日、ハワード・スターンがシリウス・サテライト・ラジオに移籍することが差し迫っていたため、インフィニティはWXRKが2006年1月3日よりホット・トーク形式を採用すると発表した。
12月16日金曜日10:00、ハワード・スターンの最後の地上波番組の後、「K-Rock」は音声サウンドバイト、音楽、番組ラインナップのアナウンスを織り交ぜた20分間のスタントを開始した。10:20、K-RockのDJ、ジュリー・スレーター（Julie Slater）が「Welcome to Free FM（Free FMへようこそ）」とアナウンスし、音楽が流れた。

### WFNY-FM（2006年〜2007年）

#### 92.3 Free-FM
2006年1月1日にWXRKのコールレターが「WFNY-FM」（「Free New York」の略）に置き換えられ、2日後の6:00に「Free FM」が正式に開始された。同局は、全国に数局あるCBSラジオの放送局のうち「Free FM」というブランド名で知られ、ロック歌手のデイヴィッド・リー・ロスを朝の番組のホストとして迎えていた。JV&エルヴィス（JV & Elvis）、ペン・ジレット、レスリー・ゴールド、クリス・ブッカー、ジェイク・フォーゲルネスト&ジャッキー・クラーク（Jackie Clarke）がホストを務める『ザ・ドッグ・ハウス（The Dog House）』などのトーク番組は平日に放送され、週末には「Free Rock Weekends（フリー・ロック・ウィークエンズ）」と呼ばれるアクティブ・ロック音楽形式が引き続き放送された。
同時に、WXRKのコールサインも、同じくインフィニティ/CBSラジオが所有するクリーブランドの旧WXTMに移り、偶然にも同じ周波数の92.3となり、「92.3 K-Rock」に名称変更された。
WFNYの聴取率は、トーク番組形式への変更により急落した。ハワード・スターンの後任として、ロスはスターンの以前の聴取者のほぼ4分の3を失い、聴取率は7.9から1.8に低下した。コア聴取者層（18歳から34歳の男性）の聴取率は13.8から1.3に低下した。局全体の聴取率は、2005年夏/秋の3.2から2006年冬の2.7に低下し、その後2.0となり、ニューヨーク市場では20位に落ち込んだ。
午後のラッシュアワー枠から夕方枠に移行した後、2006年4月25日、『ザ・ブッカー・ショー』ホストのクリス・ブッカーは、Free FMでの最後の番組を放送すると発表した。ブッカーはすぐにフィラデルフィアのWIOQで朝の番組を放送した。形式変更前に午後のラッシュアワー枠に進化していた自身の番組が突然終了したため、夜間に「Free Rock（フリー・ロック）」音楽に戻ることになった。
翌日の同年4月26日、『オピー・アンド・アンソニー』は、Free FMの朝のラッシュアワー番組でデイヴィッド・リー・ロスに代わり、XMサテライト・ラジオで同時放送された。同番組は地上波と衛星ラジオの両方で6:00から9:00まで放送され、その後XMで11:00まで独占放送された。CBSは、WFNY/WXRKを旗艦として、アメリカ各地のいくつかの放送局に番組を配給した。
2007年春までに、『オピー・アンド・アンソニー』はWFNY-FMの聴取率を1.4まで僅かに向上させた。しかし、この成績により、同局はニューヨーク市市場で25局中22位に留まった。
週末では引き続き「フリー・ロック・ウィークエンド（Free Rock Weekend）」形式が採用され、1時間の「フリーキャスト（Freecasts）」では1人のリスナーが1時間の間に再生される曲（約15曲）を選択した。リスナーはその間、電話でゲストDJとしても活動した。
WFNYは姉妹局WFANの副放送局としても使用され、WFANで別の試合と重なる場合にはNFLフットボールの試合、ホッケーのニュージャージー・デビルスの試合、バスケットボールのニュージャージー・ネッツの試合の副放送局として機能していた。
ジム・クレイマーの番組『リアル・マネー（Real Money）』が2006年12月に終了となった後、WFNY-FMにはトーク番組が4つ（うち1つはシンジケーション）だけ残った。その結果、同局はいくつかの新しいトーク番組を追加してラインナップを刷新しようと試み、その最初の番組は2006年12月20日に開始された。XMでも番組を持っていた『ロン・アンド・フェズ』は、18:00から21:00までFree FM限定のラジオ番組を放送する契約を締結した。ホストのロン・ベニントン（Ron Bennington）とフェズ・ワットリー（Fez Whatley）は、1999年にCBSのWNEW-FMがホット・トークに切り替えた直後に、そこで勤務していたことがあった。
すぐに新番組も追加された。2006年12月28日、『ザ・ジョン・アンド・ジェフ・ショー』はロサンゼルスの姉妹局KLSXからシンジケーションで放送され、深夜2:00から朝6:00まで生放送された。2007年1月2日、アトランタのWKLS-FMで朝の番組『ザ・レギュラー・ガイズ』の半分を担当していたラリー・ワックスが、2週間にわたって同局の22:00から深夜0:00の時間帯のホストを務めた。同じ日に、ニック・ディパオロが12:00から15:00までの時間帯のホストに就任した。彼は前の週にいくつかのプレビュー番組を行っていた。同年1月3日から、『ラブライン・ウィズ・ドクター・ドリュー・ピンスキー&ストライカー（Loveline with Dr. Drew Pinsky & Stryker）』が深夜0:00から2:00まで録画放送された。
ダニー（Danni）はFree FMの音楽ディレクターであり、フリー・ロックのディスクジョッキーでもあった。彼女は共同所有の「Fresh 102.7」でもDJとして活躍している。「フリー・ロック・ウィークエンズ」は土曜日6:00から日曜日深夜0:00まで、日曜日6:00から翌月曜日2:00まで放送された。『ゲーム・ショー・ラジオ（Game Show Radio）』は日曜日深夜0:00から2:00まで、インフォマーシャルは日曜日2:00から6:00まで放送された。
Free FMは、22:00から深夜0:00までの時間帯にゲストホストを起用していた。2007年3月2日は、「Free FM」とCBSラジオの放送局でのペン・ジレットの番組の最終日だった。翌月曜日、WFNY-FMはゲストホストの時間帯を1時間拡大し、21:00から深夜0:00までとした。
2007年4月、『ザ・ドッグ・ハウス』で地元バンド「A Brief Smile（ア・ブリーフ・スマイル）」のインタビュー中に、ホストのJVとエルヴィスは同バンドのベーシストに対して同性愛嫌悪的な侮辱を何度も浴びせた。ベーシストを「ホモ野郎1号（Fag Number 1）」と呼び、「君の結腸には名誉のバッジがいくつあるんだい?（How many badges of honor do you have in your colon?）」と尋ね、彼をスタジオから追い出した。同バンドの曲を演奏した後、ベースのパートを「ちょっとホモ野郎っぽい（a little faggy）」とも評した。ベース奏者はスタジオに戻り、自分はバイセクシャルであり、彼らが「ホモ野郎」という言葉を使ったのは不快だと述べた。GLAADなどの同性愛者の権利団体は、彼らの発言は同性愛嫌悪的だと批判した。
その後、JVとエルヴィスは、中国料理店に民族的・性的な中傷を散りばめた6分間のいたずら電話をかけたとして、4月30日に停職処分を受けた。これは、多数の中国系アメリカ人支援団体がCBSに苦情を申し立て、ホストの解雇を要求したことを受けてのことである。
5月7日から、Free FMは『ザ・ドッグ・ハウス』の代わりとして9:00から正午までゲストホストを起用し始めた。2007年5月12日、APニュースは、CBSラジオの広報担当者カレン・マテオ（Karen Mateo）が「JVとエルヴィスの『ザ・ドッグ・ハウス』は今後[Free-FMで]放送されない」と述べたと報じた。CBSは、様々な公民権団体から多数の苦情が寄せられた後、JVとエルヴィス、及び『ザ・ドッグ・ハウス』のプロデューサーを解雇した。
2007年5月15日、XMサテライト・ラジオは、同年5月9日の無修正放送でホームレスの男がコンドリーザ・ライス国務長官とローラ・ブッシュ大統領夫人をレイプしたと発言したため、『オピー・アンド・アンソニー・ショー（Opie and Anthony Show）』を30日間放送停止した。放送停止は即時発効した。この間、CBSラジオは6:00から9:00まで番組を放送し続けた。ただし、XMでは同時放送されなかった。

### WXRKの再開（2007年〜2009年）

#### K-Rockの復活
2007年5月24日9:00、『オピー・アンド・アンソニー』の後、旧Free FMのウェブサイトで8時間のカウントダウンが開始され、WFNY-FMはサウンドコラージュでスタントを開始した。スタントは16:57に終了し、ゼネラルマネージャーのトム・チウサノ（Tom Chiusano）が声明を発表し、K-Rockを廃止したことをリスナーに謝罪した。数分後の17:00、K-Rockは92.3 FMで再開され、1990年代と2000年代のロックとヘビー・クラシック・ロックに重点を置いたプレイリストを備えたオルタナティヴ・ロック形式で放送された。復活したK-Rockの最初の曲はニルヴァーナの「オール・アポロジーズ」で、最初のホストはオピー・アンド・アンソニーのグレッグ・"オピー"・ヒューズで、ヒューズは新しい形式でも同局で番組が放送されることを確認した。
2007年5月31日に、かつてのコールレターである「WXRK」に戻った。かつてのWXRK（クリーブランドの「92.3 K-Rock」、こちらもCBSラジオが所有）は、コールサイン「WKRI」を受け取った。クリーブランドの放送局は現在WKRK-FMである。
当初、WXRKにはオンエアスタッフがいなかったが、月曜日にはゲストがDJとして参加する番組『ホスティル・テイクオーバー（''Hostile Takeover''）』が放送されていた。また、『オピー・アンド・アンソニー』の後に始まったコンテストも開催されていた。
2008年2月8日、CBSラジオは「ラジオやインターネットで我々の番組を聴いているリスナーの総数から、より効果的に収益を得る」目的で、番組ディレクターのトレイシー・クロハティ（Tracy Cloherty）を含む多くの非番組スタッフを解雇したことが発表された。WRXPの登場により、WXRKは当時アクティブ・ロックへと変貌した。
2008年12月、WXRKの経営陣が再度交代した結果、メインストリーム・ロック形式に調整し、クラシック・ロックに重点を置き、最新のロック曲の放送をさらに控えるようになった。この形式調整により、1990年代にクラシック・ロック放送局だった頃に『ハワード・スターン・ショー』やK-Rockのナレーションを務めていたポール・ターナー（Paul Turner）が、同局のプロモーションのナレーションとして復帰した。
形式の変更の結果、2008年12月16日、FMQBは、午後のジョッキーであるイアン・カムフィールド（Ian Camfield）がK-Rockを離れ、ロンドンのXFMに戻ることを発表した。K-Rockのベテランであるクリス・ブッカーが彼の代わりに、14:00から19:00まで午後のラッシュアワーで放送した。
聴取率が低かったため、『オピー・アンド・アンソニー』の地上波最終放送は2009年3月9日に終了した。

### 92.3 Now（2009年〜2014年）
2009年3月11日16:45、別れや旅立ちをテーマにした曲を流し、ニルヴァーナの「オール・アポロジーズ」（2007年の形式再始動のほぼ締めくくり）とヴァン・ヘイレンの「ライト・ナウ」で締めくくった後、WXRKは時計の針が刻む音でスタントを開始した。16:55、K-Rockが92.3 HD2に移行すると発表し、導入パッケージの後、正式にリズム重視のCHR形式に切り替え、「92.3 Now」と名付けた。「Now」の最初の曲はブラック・アイド・ピーズの「ブン・ブン・パウ」だった。ニック・キャノンは2010年1月から2012年2月まで朝のホストを務めた。
2012年7月までに、より主流のトップ40形式への移行という大きな方向転換が行われた。また、同局は朝の番組にタイ・ベントリ（Ty Bentli）を追加した。これは最終的に「Ty Loves NY」として知られるようになった。
2012年11月8日、トップ40/CHR形式の開始から3年半が経過し、同局は「Now」の名称に合わせてコールサインを「WNOW-FM」に変更した。これは、サウスカロライナ州ガフニーの旧WNOW-FMでの形式とコールレターの変更によって可能になった。

#### ハワード・スターンが復帰
2012年1月17日、ハワード・スターンが6年以上ぶりにWXRKに生出演した。スターンはニック・キャノンの朝の番組に電話でゲスト出演し、同時にキャノンはスターンのシリウスXMサテライト・ラジオの番組にゲスト出演した。

#### ハリケーン・サンディ
2012年のハリケーン・サンディによるWINSの送信所の被害により、WINSは2日間にわたり92.3の放送に初めて登場した。送信所は復旧したが、少なくとも1日間低電力状態だった。同時放送は同年10月31日10:00に終了し、フル電力に戻った。

### 92.3 AMP Radio（2014年〜2017年）
2009年に放送局が転換した後、WXRK/WNOWはニューヨーク市場で通常7のシェアを持つWHTZと比べて2のシェアしか保持しなくなった。さらに、WXRK/WNOWでは、92.3の形式を全面的に見直すという噂が広まった2014年5月21日、当時の全ての放送スタッフ（昼のホストのニコ（Niko）と夜のホストのトロ（Toro）を除く）が突然解雇されるなど、番組ディレクターと放送スタッフが頻繁に入れ替わっていた。翌日14:00、2時間にわたって9分ごとに電話をかけてきた人に1,000ドルをプレゼントするというスタントを行った後、WNOW-FMはベテランPDのリック・トーマス（Rick Thomas）の指揮下で「92.3 AMP Radio」としてリニューアルし、レイバー・デーの週末までコマーシャル無しの週末でスタートした。「Now」最後の曲はエミネムの「ルーズ・ユアセルフ」で、「AMP」最初の曲はカルヴィン・ハリスの「サマー」だった。同年6月23日、WNOW-FMは「AMP」ブランドに合わせるためコールサインを「WBMP」に変更した（ロサンゼルスの姉妹局KAMP-FMとは異なり、WAMPのコールサインはテネシー州ジャクソンにあるアメリカン・ファミリー・ラジオの宗教トークラジオ局が保持しており、同ネットワークの保守的な創設者がそれを商業運営に譲渡する可能性は低い）。同時に、WNOW-FMのコールレターはインディアナポリスのWNOUに移管された。ブランド変更後、同局の視聴率は大幅に向上した。2015年1月22日、WBMPはエドガー・"ショーボーイ"・ソテロ（Edgar "Shoboy" Sotelo）、ミチョ・リッツォ（Micho Rizzo）（2人ともダラスの姉妹局KMVKに所属）、サクラメントの当時の姉妹局KZZOのニーナ・ハジアン（Nina Hajian）を起用した『ショーボーイ・イン・ザ・モーニング（Shoboy in the Morning）』という新しい朝の番組を開始した。

### Alt 92.3（2017年〜2022年）

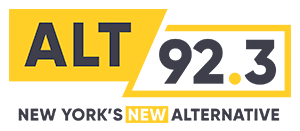
「Alt 92.3」のロゴ（2017年～2022年）、現在HD2サブチャンネルで聴取可能である。

2017年2月2日、CBSラジオはエンターコム（現：オーダシー）との合併を発表した。合併は同年11月9日に承認され、11月17日に完了した。11月17日10:00、WBMPはサム・スミスの「トゥー・グッド・アット・グッバイズ 〜さよならに慣れすぎて」とブルックリン出身のジェイ・Zの「アンコール」を放送した後、オルタナティヴ・ミュージックに戻り、「Alt 92.3」としてフー・ファイターズの「My Hero」でスタートした。この切り替えは、WRXPがCBSに売却された後、WFANをWFAN-FMとして同時放送に切り替えた2012年以来初めて、この形式が市場に復帰したことを意味した。ダラスの「AMP」姉妹局KVILも同日、同様のブランドのオルタナティヴ放送局に切り替えた。2018年6月12日に、コールサインが形式に合わせて「WNYL」に変更された。
2020年9月13日、WNYLは全米のエンターコムのオルタナティヴ局の主要局となり、その番組は殆どの放送局で放送され、地元のスタッフは解雇された。
同局の朝のチーム「ケイン・アンド・コーリー（Cane and Corey）」（複数の放送局を通じて全国放送もされていた）は、汚い言葉を放送に流したり、新型コロナウイルス感染症（COVID-19）ワクチンの規則を遵守しなかったり、オーダシー（独自のポッドキャストプラットフォームを持ち、従業員のポッドキャストの独占契約を保持している）に通知せずにPatreonとSpotifyのポッドキャストを開始したりしたなどの不正行為のため、2021年12月中旬に解雇された。同ホストらはまた、無許可のポッドキャスト聴取者に対し、聴取率が改善しない場合はWINSのFM同時放送への切り替えが地元経営陣によって検討されていると伝えた（オーダシーは、そのオールニュース放送局の殆どでこれを行っており、それ以前のロサンゼルスのKNOUは数日前にKNX-FMになった）。2022年4月11日、WNYLはワシントンD.C.を拠点とする『エリオット・イン・ザ・モーニング』のニューヨーク支局となった。

### WINS同時放送（2022年〜現在）
2022年10月10日、オーダシーは同年10月27日9:00からWNYLをWINSの同時放送に切り替えることを公式に発表した（同時に、WINSとWCBSのスタッフ統合を開始するためにSAG-AFTRAと合意に達した）。「Alt」形式は、同局のHD2サブチャンネルとオーダシーストリームを通じて継続される。
10月20日から、WNYLは「Alt」の放送期間と、この周波数でのロック形式の歴史に敬意を表し、1時間ごとに変更される同形式の1年間に特に重点を置いた音楽を放送した（皮肉なことに、このロック形式は放送期間の大半でプログレッシブ・ロックとアルバム・ロックに重点を置いていたため、「Alt」形式の放送期間中に放送されていたものの、その期間中に92.3の周波数自体では放送されなかった可能性のある音楽に焦点を当てていた。それでも、DJたちは、さらに敬意を表すために、通常のブランドとは別に、「K-Rock」と呼んでいた）。多くの元局員が同局を訪れたり電話をかけたりして同局の形式に敬意を表しながら、3時間の特別お別れ番組で「Alt」形式を終了した。「Alt」形式は、ブルックリンを拠点とするバンド、LCDサウンドシステムの「New York, I Love You But You're Bringing Me Down」で正式に終了した。10分間の移行期間の後、同時放送は9:00に正式に開始された。同時に、オーダシーはコールレター「WINS-FM」を申請し、コールサインの変更は10月27日に発効した。

## 「K-Rock2」とHDラジオの運用
2005年4月4日のK-Rock形式変更の一環として、オルタナティヴ・ロックからメインストリーム・ロックに、新しいインターネット専用ラジオ局「K-Rock2」が設立された。Free FMの期間とK-Rockの復活中、「K-Rock2」はkrock2.comでストリーミングを続けた。2009年3月11日にメインチャンネルの形式が「Now」に変更された後、HD2チャンネルは単に「K-Rock」として知られるようになったが、オルタナティヴ・ロックの形式は維持された。「K-Rock HD2」には、一時は地元の音楽番組を含むフルタイムの放送スタッフがいたが、後に完全に自動化された。
2008年10月6日2:00過ぎから、「K-Rock2」オーディオストリームがWXRK-HD2に追加された。その数分前に、姉妹局WFANの同時放送がWXRK-HD3に追加された。92.3-HD3は当初、インターネット専用のコマーシャルを含むwfan.comからの遅延オーディオフィードを使用していたが、WFANが660 AMで使用していた地上放送フィードは使用していなかった。1日ほど経つと、WXRK-HD3はWFANの地上放送フィードに切り替えたが、それでも 1分以上の遅延があった。2012年11月2日にWFANが101.9 FMで同時放送を開始したため、HD3は完全に廃止された。2015年12月、WBMPはタイムブローカー契約に基づき、ラジオ・ディズニーをHD3チャンネルに追加した。これは、ラジオ・ディズニーが所有・運営するWQEW（現：WFME）が同年2月にファミリー・ラジオに売却されて以来、ラジオネットワークがニューヨークに戻ったことを意味する。ラジオ・ディズニーのフィードは、ディズニーとCBSから契約を継承したエンターコムとの契約が期限切れになった後、2018年6月に廃止された。2017年11月にアナログ/HD1チャンネルがオルタナティヴに戻った後、HD2チャンネルは姉妹局WNEW-FMの同時放送に変更された。2018年10月、HD2チャンネルは「New Arrivals」として新たなオルタナティヴに切り替わった。2022年10月、HD2チャンネルはオルタナティヴ形式と、かつてのアナログ/HD1信号から「Alt 92.3」という名称を採用した。
2019年2月、オーダシーのLGBTQ中心のトーク/ダンスネットワークである「チャンネルQ」が、3番目のサブチャンネルとして開設された。
2024年3月1日、WINS-FM-HD2がニューヨーク・メッツのスペイン語放送の新しい拠点となることが発表された。
2024年9月16日、WINS-HD3は形式をオールディーズに変更し、スコット・シャノンの「トゥルー・オールディーズ・チャンネル」の放送を開始した。同サブチャンネルは、かつてオーダシーのLGBTQ音楽サービス「チャンネルQ」を放送していた。現在は、共同所有の102.7 WNEW-FM-HD2で放送されている。